# Astragalus secundiflorus
Astragalus secundiflorus là một loài thực vật có hoa trong họ Đậu. Loài này được Rassulova miêu tả khoa học đầu tiên.